# Кавенаго ди'Бријанца
Кавенаго ди'Бријанца (итал. Cavenago di Brianza) је насеље у Италији у округу Монца и Бријанца, региону Ломбардија.
Према процени из 2011. у насељу је живело 6859 становника. Насеље се налази на надморској висини од 175 м.

## Становништво
| 1936. | 1951. | 1961. | 1971. | 1981. | 1991. | 2001. | 2011. |
| ----- | ----- | ----- | ----- | ----- | ----- | ----- | ----- |
| 2.262 | 2.326 | 2.491 | 3.301 | 4.694 | 5.020 | 6.116 | 6.883 |